# Spermine synthase
La spermine synthase est une transférase qui catalyse la réaction, :
S-adénosylméthioninamine + spermidine  {\displaystyle \rightleftharpoons }  S-méthyl-5'-thioadénosine + spermine.
Cette enzyme intervient dans la biosynthèse de polyamines naturelles telles la spermine et la thermospermine.